# 14e cérémonie du Prix Sud
La 14e cérémonie des Prix Sud se déroule le 24 novembre 2020 et récompense les films sortis entre le 1er octobre 2018 et le 30 septembre 2019.
Le film Los sonámbulos de Paula Hernández remporte cinq prix dont ceux du meilleur film et de la meilleure réalisation. Le film Las buenas intenciones de Ana García Blaya remporte aussi cinq prix dont celui du meilleur premier film.

## Palmarès

### Meilleur film
- Los sonámbulos de Paula Hernández
  - La Conspiration des belettes (El cuento de las comadrejas) de Juan José Campanella
  - Heroic Losers (La odisea de los giles) de Sebastián Borensztein
  - Las buenas intenciones de Ana García Blaya

### Meilleur réalisation
- Paula Hernández pour Los sonámbulos
  - Ana García Blaya pour Las buenas intenciones
  - Juan José Campanella pour La Conspiration des belettes (El cuento de las comadrejas)
  - Sebastián Borensztein pour Heroic Losers (La odisea de los giles)

### Meilleur premier film
- Las buenas intenciones de Ana García Blaya

### Meilleur film documentaire
- Flora no es un canto a la vida de Iair Said

### Meilleure actrice
- Graciela Borges pour La Conspiration des belettes (El cuento de las comadrejas)
  - Amanda Minujín pour Las buenas intenciones
  - Érica Rivas pour Los sonámbulos
  - Mercedes Morán pour Sueño Florianópolis

### Meilleur acteur
- Gustavo Garzón pour Sueño Florianópolis
  - Joaquín Furriel pour El hijo
  - Peter Lanzani pour 4x4
  - Ricardo Darín pour Heroic Losers (La odisea de los giles)

### Meilleure actrice dans un second rôle
- Verónica Llinás pour Heroic Losers (La odisea de los giles)

### Meilleur acteur dans un second rôle
- Sebastián Arzeno pour Las buenas intenciones

### Révélation féminine
- Amanda Minujín pour Las buenas intenciones

### Révélation masculine
- Sebastián Arzeno pour Las buenas intenciones

### Meilleur scénario original
- Ana García Blaya pour Las buenas intenciones

### Meilleur scénario adapté
- Arauco Hernández, Martín Mauregui et Federico Veiroj pour Así habló el cambista